# Castillo de Waldenburg
El castillo de Waldenburg (en alemán: Schloß Waldenburg) es un castillo en Suabia en la población de Waldenburg, en la actualidad en el estado federado alemán de Baden-Wurtemberg. Todavía pertenece a la familia Hohenlohe representada por el jefe de la familia actual, el príncipe Federico Carlos de Hohenlohe-Waldenburg-Schillingsfürst, desde 1982. 

## Historia
Las tierras de Waldenburg entran en posesión de los señores de Hohenlohe hacia 1250 y fue construido un castillo fortificado en 1253 sobre el promontorio rocoso que domina el valle. Waldenburg obtuvo privilegios de ciudad en 1330. El castillo fue remodelado en los siglos XVI y XVIII. La iglesia del palacio, dedicada a San Miguel, es barroquizada entre 1781 y 1732 con estucos de Christian Dornacher. 
El palacio es renovado en el siglo XIX, cuando es heredado por una rama cadete, tras la extinción de la línea mayor. Es reconstruido entre 1948 y 1963, después de que los bombardeos de la artillería estadounidense de 1945 sobre la villa destruyeran un 80%.
Un museo de sigilografía abierto al público en 1972 reagrupa numerosos sellos y documentos de la antigua colección del príncipe Kraft de Hohenlohe-Waldenburg.

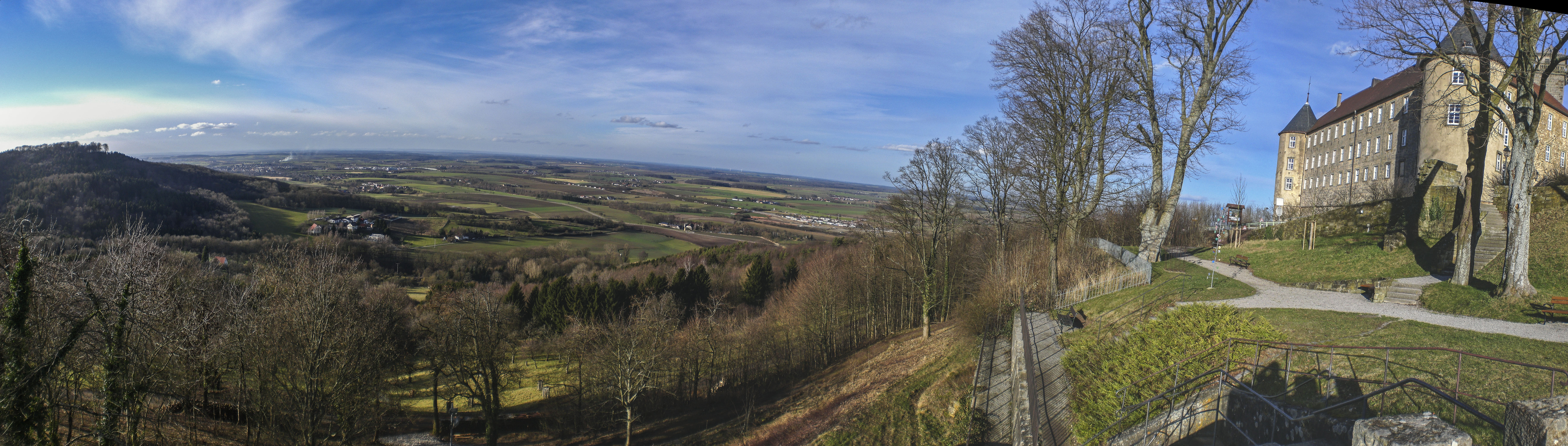
El palacio y vista panorámica.

## Galería

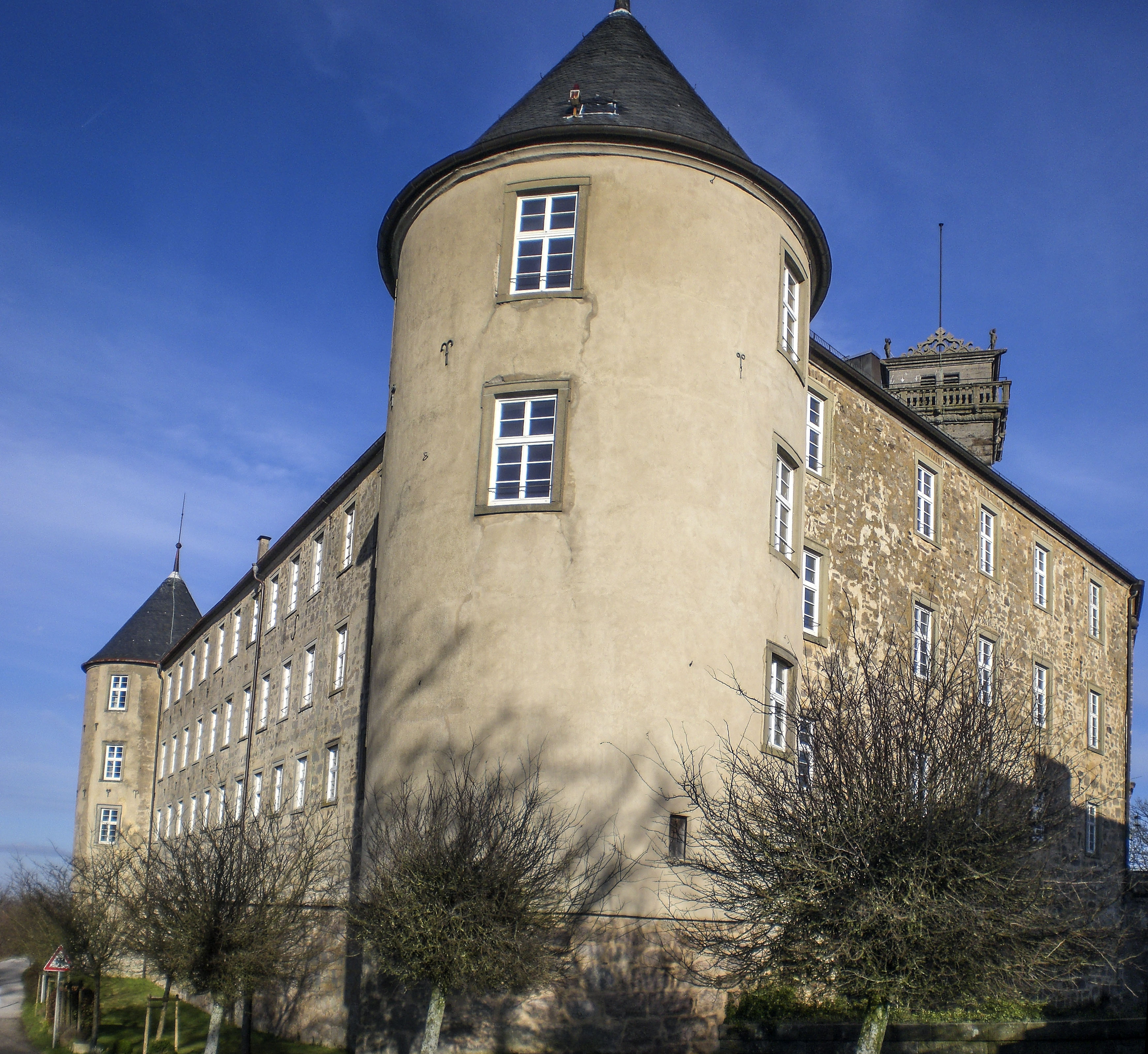
Palacio
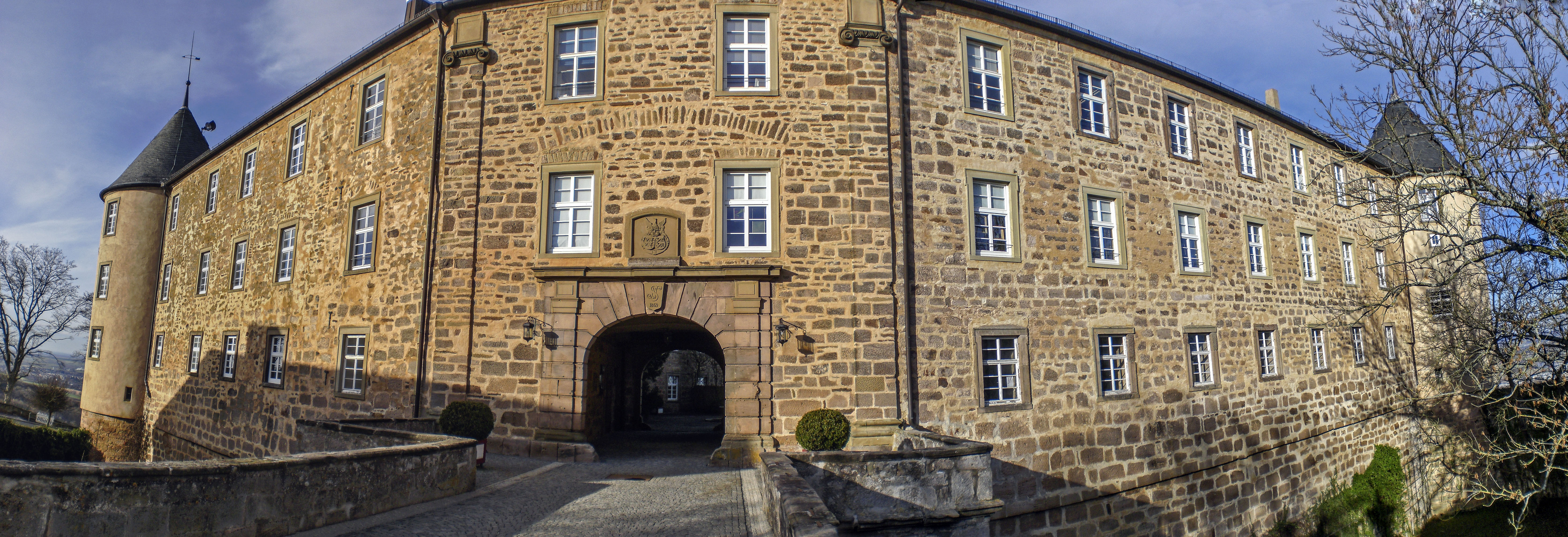
Puerta del palacio
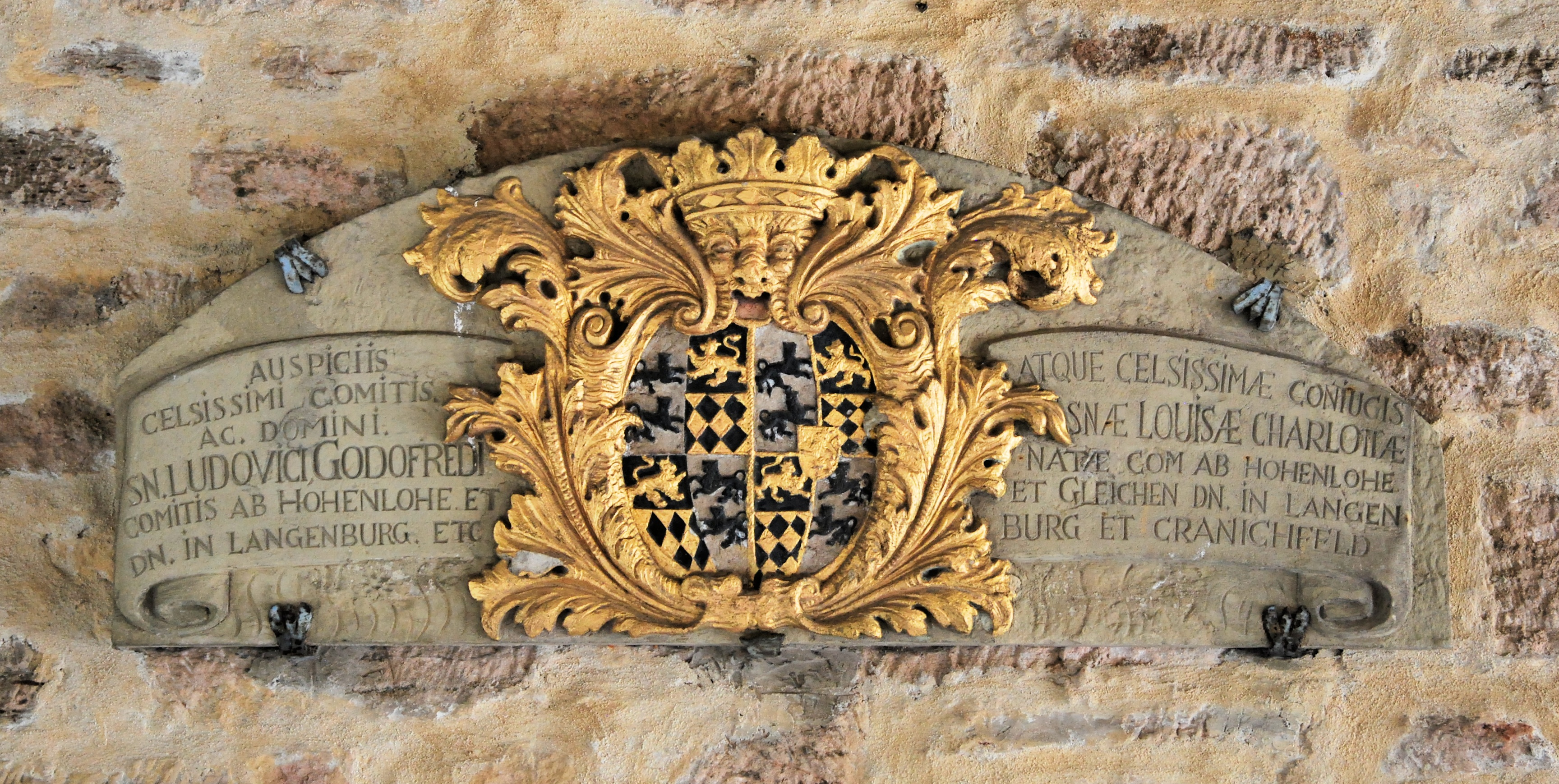
Escudo
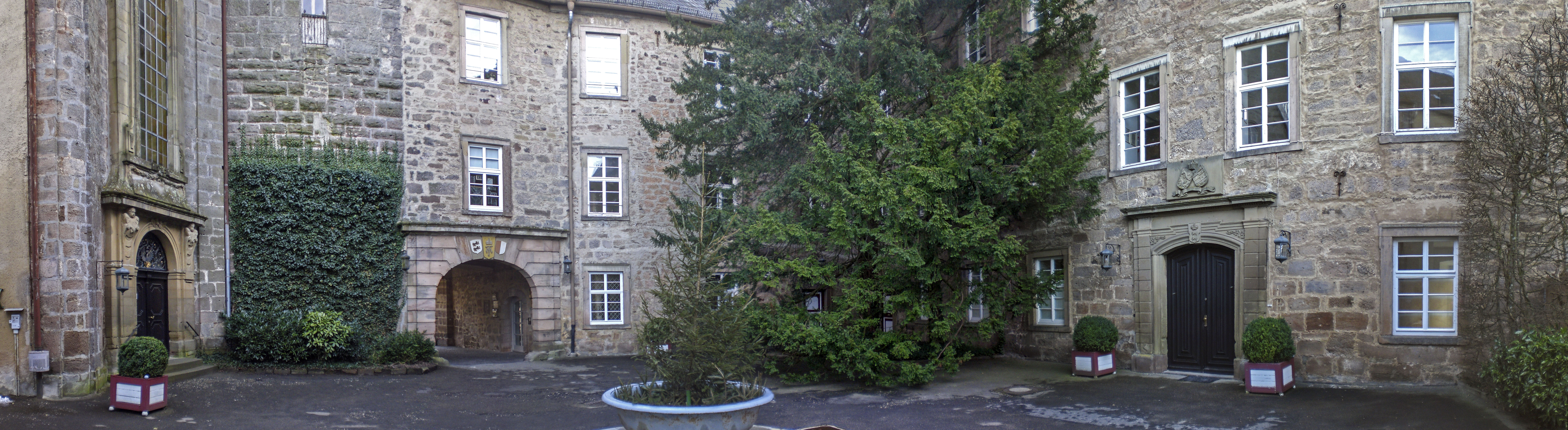
Patio interior, febrero de 2014
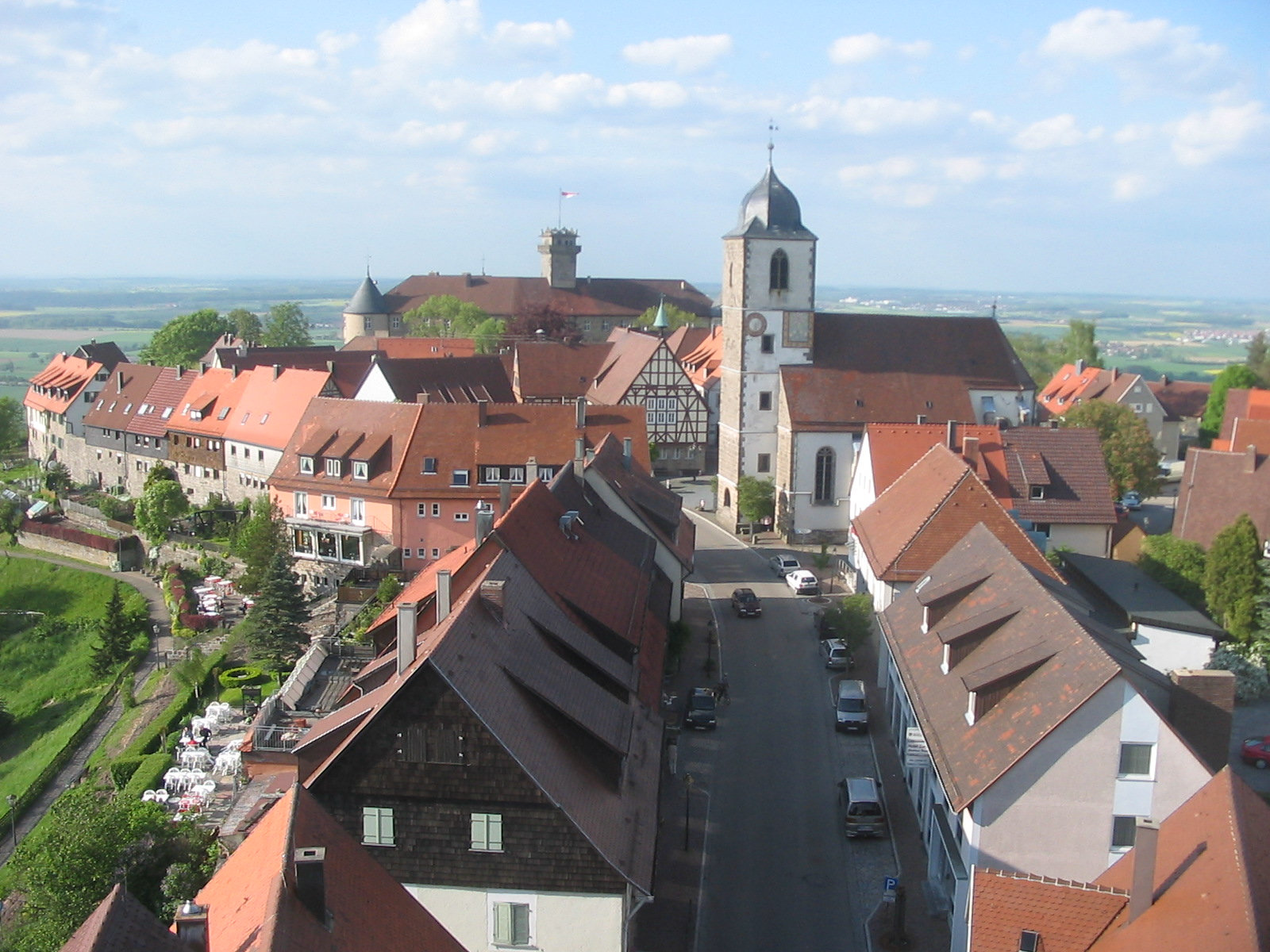
Vista de la villa de Waldenburg y el palacio (al fondo)